# Paso de la Virgen
Paso de la Virgen är en ort i Mexiko.   Den ligger i kommunen José Azueta och delstaten Veracruz, i den sydöstra delen av landet, 400 km öster om huvudstaden Mexico City. Paso de la Virgen ligger 20 meter över havet och antalet invånare är 206.
Terrängen runt Paso de la Virgen är platt. Runt Paso de la Virgen är det ganska glesbefolkat, med 32 invånare per kvadratkilometer. Närmaste större samhälle är Loma Bonita, 17,4 km väster om Paso de la Virgen. Trakten runt Paso de la Virgen består till största delen av jordbruksmark.